# Orinoco Flow
«Orinoco Flow» (с англ. — «Течение Ориноко») — сингл ирландской певицы Энии, выпущенный 15 октября 1988 года лейблом WEA Records в Европе и 10 января 1989 года лейблом Geffen Records в США в качестве лид-сингла с ее второго студийного альбома Watermark. Эту песню часто ошибочно называют «Sail Away» (это фраза, повторяющаяся в словах песни). В то же время, американская версия сингла была переименована в Orinoco Flow (Sail Away). Сингл возглавлял UK Singles Chart в течение трех недель и получил две номинации на премию Грэмми за Лучшее музыкальное видео и Лучшую композицию Нью-Эйдж. В 2020 году газета The Guardian поставила «Orinoco Flow» на 77-е место в своем списке «100 величайших британских синглов всех времен».
Эта песня была очень популярна в ранних 1990-х и использована во многих сборниках поп-музыки.
Название песни относится к лондонской звукозаписывающей студии Orinoco Studios (теперь Miloco Studios), в которой она была записана, и к реке Ориноко, хотя это больше похоже на спланированную игру слов.
Специфическое разделение слов на слоги для следования мелодии музыки может заставить слушателя подумать, что текст песни написан на латыни (как некоторые песни Энии), но слова на самом деле на английском языке. В конце песни Эния отдает дань Робу Дикинсу, исполнительному директору Warner Brothers Music UK и более завуалированно упоминает продюсера Росса Кулума.
В 1998 году, в десятую годовщину выпуска сингла, была издана его ремикс-версия.

## Критика
Нед Рэггетт из AllMusic описал песню как чёткую и отлично запоминающуюся. Он также отметил ее скрытую драматичность, которая мягко заряжает, но не удручает.

## Видеоклип
Для сопровождения песни было снято музыкальное видео. Режиссёром клипа выступил Майкл Геогеган.

## В кино
- Песня звучит в мультфильме «Шрек навсегда» (2010) как один из фонов в сцене обращения Румпельштильцхена к народу.
- В 2011 году песня была использована в кульминационной сцене фильма Дэвида Финчера «Девушка с татуировкой дракона» (2011).
- В 2018 году песня прозвучала в мультфильме «Монстры на каникулах 3: Море зовёт» как один из фонов в сцене, где Мейвис задумалась о том, как отдохнуть всей семьей монстров.
- В 2020 году песня прозвучала в 6 серии 2 сезона сериала «Пацаны» как фоновая музыка в одной из сцен сюжетной линии Подводного
- В 2021 году отрывок из припева песни использовался в фильме «Босс Молокосос 2». Зацикленная фраза «sail away» звучит фоном в «коробке наказания», — капсуле с креслом и видом на океан для релаксации буйных учеников.

## В массовой культуре
В 6-м эпизоде 1-го сезона американского мультсериала «Южный Парк» песню даёт послушать своему внуку Стэну его дедушка, чтобы дать понять, каково это — быть старым. Дедушка делает это для того, чтобы убедить внука помочь ему уйти из жизни.

## Места, встречающиеся в тексте песни (в порядке упоминания)
- Ориноко — река в Венесуэле и Колумбии
- Триполи — столица Ливии
- Желтое море — море бассейна Тихого океана
- Бисау — столица Гвинеи-Бисау
- Палау — архипелаг Каролинских островов в Микронезии
- Авалон — мифический остров кельтских легенд
- Фиджи — архипелаг в юго-западной части Тихого океана
- Тири — самый западный остров во Внутренних Гебридах, Шотландия
- Острова Эбони[англ.] — деревушка и, ранее бывший, остров в русле реки Ротер на юго-востоке Англии
- Перу — государство в Южной Америке
- Себу — остров на Филиппинах
- Вавилон — город Древней Месопотамии, руины которого находятся на территории современного Ирака
- Бали — остров в Индонезии
- Кали — город на западе Колумбии
- Коралловое море — море бассейна Тихого океана
- Внутренние Гебридские острова — архипелаг Шотландии (также это имя более поздней песни Энии — Ebudae)
- Хартум — столица Судана
- Море Облаков — лунное море на видимой стороне Луны
- Лунный остров — остров на озере Титикака, Боливия
- Зависимая территория Росса — сектор Антарктики (а также — ссылка на Росса Кулума)

## Списки дорожек
| 1988 Грампластинка 7" Orinoco Flow — 3:45 Out of the Blue — 3:10 Компакт-диск 3" Orinoco Flow — 4:26 Smaotím… (d’Aodh agus do Mháire Uí Dhúgain) — 6:09 Out of the Blue — 3:08 | 1. Orinoco Flow 2. Hope Has A Place 3. Pax Deorum |

## Чарты
| Чарт (1988—1989)                    | Пиковая позиция |
| ----------------------------------- | --------------- |
| Австралия (ARIA)                    | 6               |
| Австрия (Ö3 Austria Top 40)         | 8               |
| Бельгия/Фландрия (Ultratop 50)      | 1               |
| Canada Top Singles (RPM)            | 4               |
| Denmark (IFPI)                      | 6               |
| Europe (Eurochart Hot 100)          | 1               |
| Finland (Suomen virallinen lista)   | 11              |
| Франция (SNEP)                      | 16              |
| Германия (GfK)                      | 2               |
| Ирландия (IRMA)                     | 1               |
| Нидерланды (Dutch Top 40)           | 1               |
| Нидерланды (Single Top 100)         | 1               |
| Новая Зеландия (Recorded Music NZ)  | 2               |
| Норвегия (VG-lista)                 | 5               |
| Portugal (AFP)                      | 3               |
| Швеция (Sverigetopplistan)          | 2               |
| Швейцария (Schweizer Hitparade)     | 1               |
| Великобритания (OCC UK Singles)     | 1               |
| США (Billboard Hot 100)             | 24              |
| США (Billboard Adult Contemporary)  | 7               |
| США (Billboard Alternative Airplay) | 6               |

| Чарт (1988)                          | Позиция |
| ------------------------------------ | ------- |
| Belgium (Ultratop)                   | 56      |
| Europe (Eurochart Hot 100)           | 83      |
| Netherlands (Dutch Top 40)           | 40      |
| Netherlands (Single Top 100)         | 23      |
| UK Singles (Official Charts Company) | 18      |

| Чарт (1989)                       | Позиция |
| --------------------------------- | ------- |
| Australia (ARIA)                  | 43      |
| Canada Top Singles (RPM)          | 60      |
| Europe (Eurochart Hot 100)        | 72      |
| Germany (Official German Charts)  | 20      |
| New Zealand (Recorded Music NZ)   | 34      |
| Switzerland (Schweizer Hitparade) | 19      |

| Регион                                                      | Сертификация | Продажи  |
| ----------------------------------------------------------- | ------------ | -------- |
| Великобритания (BPI)                                        | Серебряный   | 250 000^ |
| ^ Данные о тиражах приведены только на основе сертификации. |              |          |

## Продажи
| Страна         | Уровень    | Дата          | Продажи |
| -------------- | ---------- | ------------- | ------- |
| Великобритания | Серебряный | 1 ноября 1988 | 200,000 |

## Кавер-версии
- Celtic Woman (2011)